# Jawory (powiat gryficki)
Jawory – zniesiona nazwa, dawna gajówka, od 2007 roku włączona do wsi Gosław, położonej w woj. zachodniopomorskim, w powiecie gryfickim, w gminie Trzebiatów.
Nazwa z nadanym identyfikatorem SIMC występuje w zestawieniach archiwalnych TERYT z 1999 roku.
W 1948 roku wprowadzono urzędowo nazwę Jawory, zastępując poprzednią niemiecką nazwę leśniczówki Hohenholz. W 2007 roku miejscowość włączono do wsi Gosław poprzez zmianę nazwy miejscowości.